# Medasina subdecorata
Medasina subdecorata là một loài bướm đêm trong họ Geometridae. Loài này được mô tả khoa học lần đầu bởi W. Warren vào năm 1897.